# Обсерватория Ассы-Тургень
Обсерватория Ассы-Тургень имени академика Тукена Бигалиевича Омарова — крупнейшая в Казахстане астрономическая обсерватория. Расположена на высокогорном плато Асы Заилийского Алатау, принадлежит Астрофизическому институту им. В. Г. Фесенкова (АФИФ). Расположена в 75 км к востоку от Алма-Аты, на высоте 2750 м над уровнем моря.
На территории обсерватории Ассы-Тургень среднее значение FWHM < 2″, что считается лучшими астроклиматическими условиями в Казахстане. Высокая прозрачность и малая турбулентность воздушных масс, отсутствие светового загрязнения создаёт благоприятные условия для наблюдательной астрофизики.

## История
Бурное развитие столицы Казахской ССР Алма-Аты в послевоенные годы стало негативно сказываться на качестве астрономических наблюдений, проводимых с обсерватории на Каменском плато (единственной на тот момент наблюдательной базы при Астрофизическом институте АН КазССР). В середине 60-х годов прошлого столетия был поднят вопрос об основании внешней большой обсерватории, свободной от светового загрязнения. Место для строительства новой наблюдательной базы предложил Константин Матвеевич Саламахин на основании работ астроклиматической экспедиции. В 1975 году начались первые строительные работы, а в 1981 г. был введен в эксплуатацию первый телескоп — рефлектор системы Ричи-Кретьена Carl Zeiss-1000, который в течение долгого времени оставался единственным инструментом обсерватории. На нём сотрудниками АФИФ совместно с коллегами из других учреждений проводились регулярные спектральные и фотометрические наблюдения переменных звёзд: молодых источников типа T Tau, Ae/Be звёзды Хербига, а также симбиотических звёзд и планетарных туманностей.
В начале 1980-х годов началось возведение нового 45-ти метрового по высоте павильона, напоминающего горный цветок Эдельвейс, для будущего 1,5 -метрового телескопа-рефлектора АЗТ-20.
В 1981 году начались постоянные наблюдения на однометровой «Цейсе». Однако, в 1992 г. строительство было заморожено в связи с тяжелой экономической ситуацией после развала СССР. Лишь спустя более 20 лет, в 2014 г. было принято решение о достройке АЗТ-20 силами Астрофизического института. В конце 2015 года на телескоп было установлено главное 1,5-метровое зеркало, а также система наведения. Первый свет АЗТ-20 увидел в октябре 2016 года, а 27 июля 2017 года он был введен в эксплуатацию. В феврале 2019 г. на АЗТ-20 установлен 4-х линзовый кварцевый корректор фокуса (редьюсер) для увеличения светосилы телескопа. На текущий момент проводятся регулярные наблюдения оптических послесвечений гамма-всплесков. В 2021 г. планируется установка спектрографа на объемно-волновых (VPH) решетках.

## Инструменты обсерватории

### Телескоп Carl Zeiss-1000[2]
Тип: рефлектор
Оптическая система: Ричи-Кретьен
Диаметр главного зеркала: D = 1016 мм
Эквивалентное фокусное расстояние: F = 13300 мм
Монтировка английского типа
Ввод в эксплуатацию: 1981 г.
Оборудование: щелевой спектрограф UAGS, набор BVR-светофильтров для фотометрии, ПЗС-камеры (SBIG ST-7, SBIG ST-8)
Текущий статус: наблюдения не ведутся, идут работы по модернизации систем управления

### Телескоп АЗТ-20[2]
Тип: рефлектор
Оптическая система: Кассегрен
Диаметр главного зеркала: D = 1560 мм
Фокусное расстояние с учётом корректора: F = 5720 мм
Максимальное поле зрения: FOW = 60 х 60 угловых минут
Монтировка немецкого типа
Ввод в эксплуатацию: 2017 г.
Оборудование: ПЗС-камера для фотометрии FLI Pro LIne с набором g’r’i’z’ — светофильтров. В 2021 г. планируется установка спектрографа на объёмно-волновых (VPH) решётках.
Текущий статус: ведутся регулярные наблюдения

### Телескоп RC-500
Тип: рефлектор
Оптическая система: Ричи-Кретьен
Диаметр главного зеркала: D = 508 мм
Фокусное расстояние с учётом корректора: F = 1400 мм
Оборудование: КМОП-камера QHY-600.

### Телескоп CDK-700
Диаметр главного (гиперболического) зеркала: D = 700 мм
Оптическая система Ричи-Кретьена
Эквивалентное фокусное расстояние: F = 4540 мм
EMCCD-камера Nuvu.

## Галерея

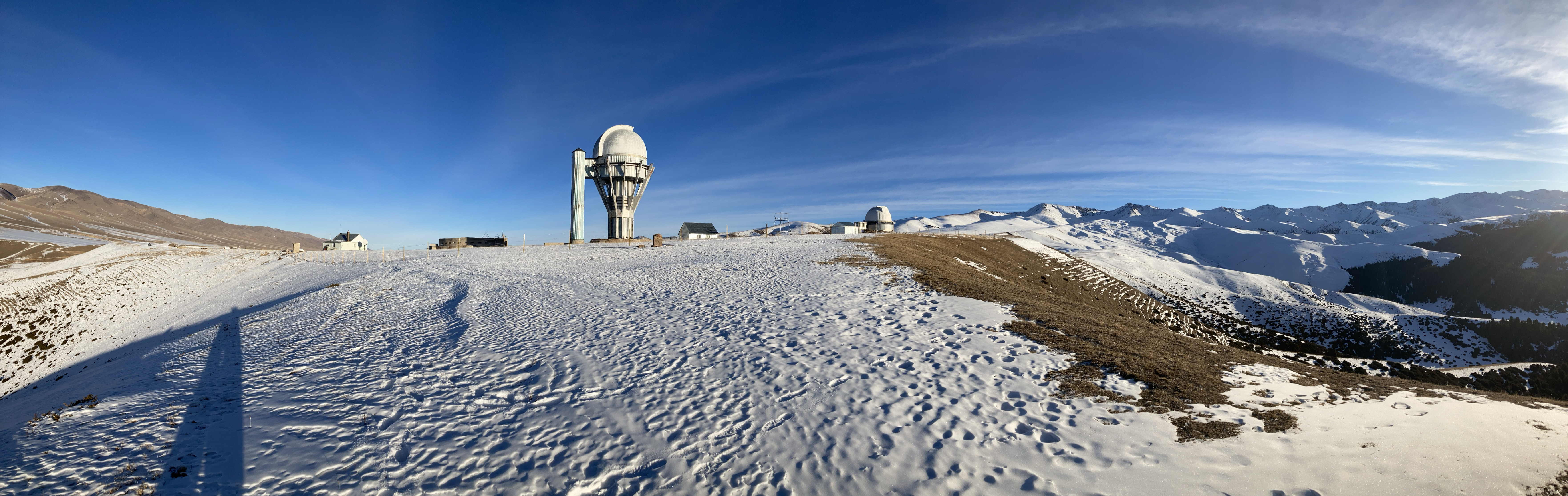
Панорама обсерватории Ассы-Тургень
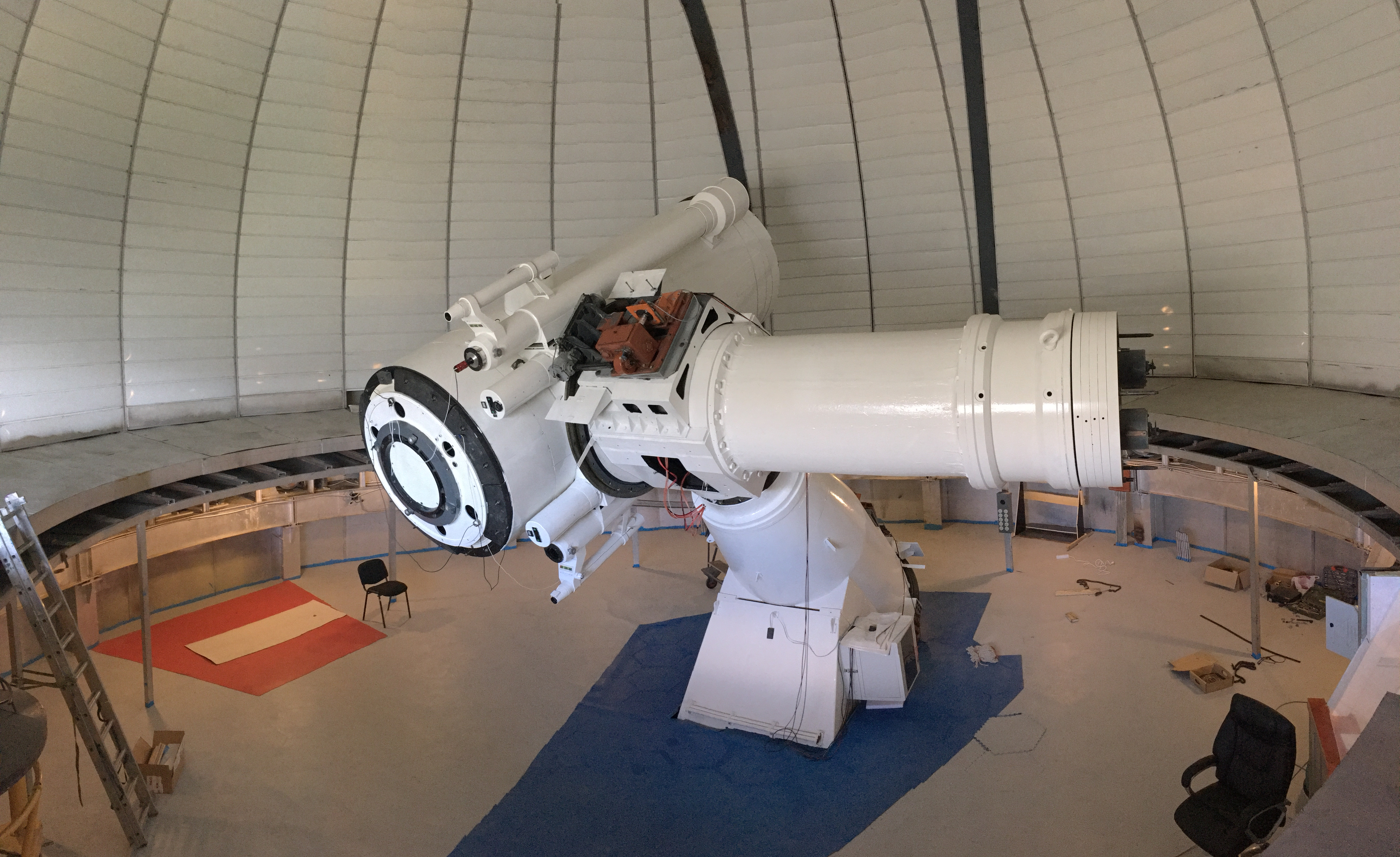
Телескоп АЗТ-20
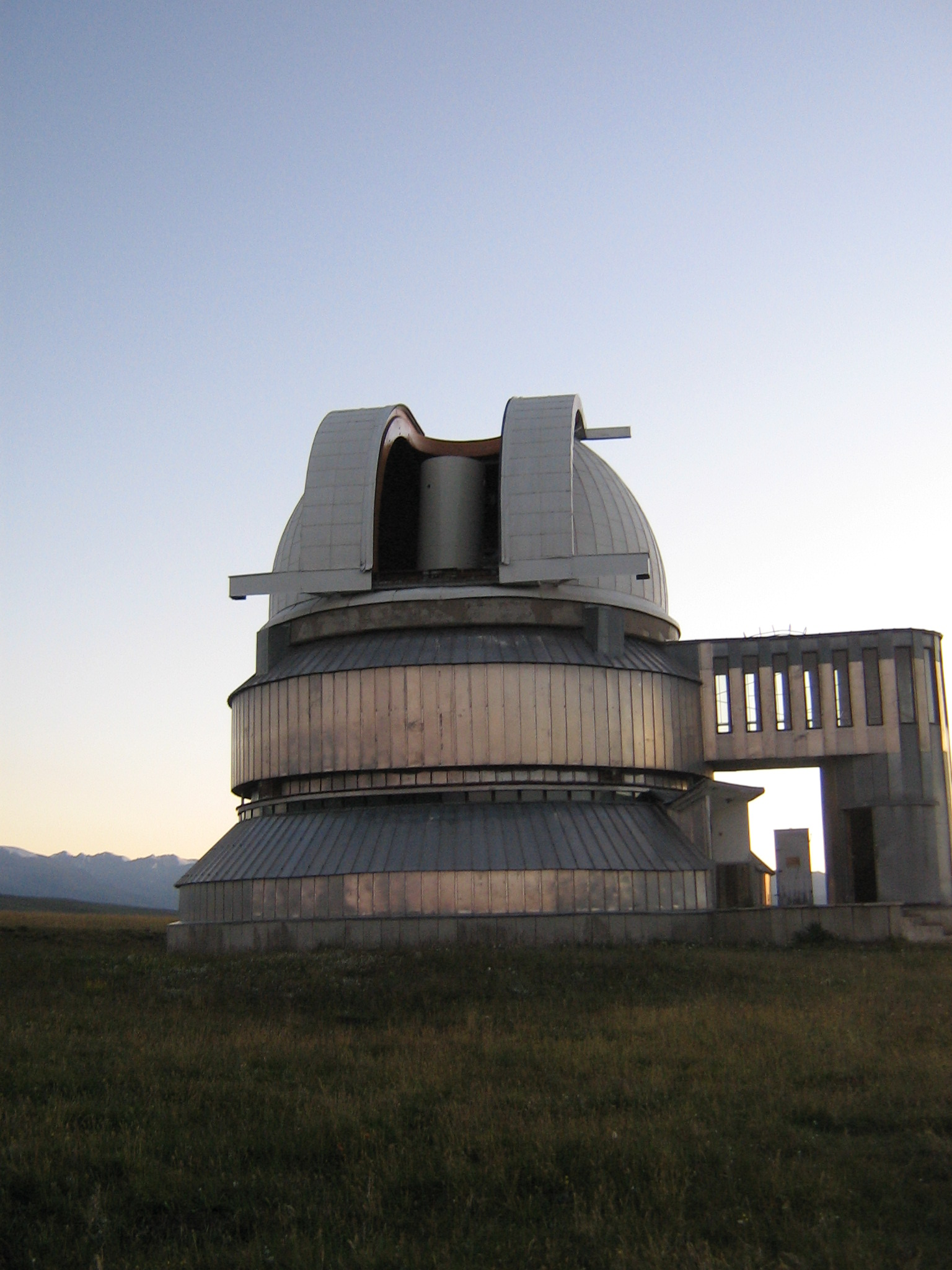
Павильон телескопа Carl Zeiss с раскрывшимися створками купола
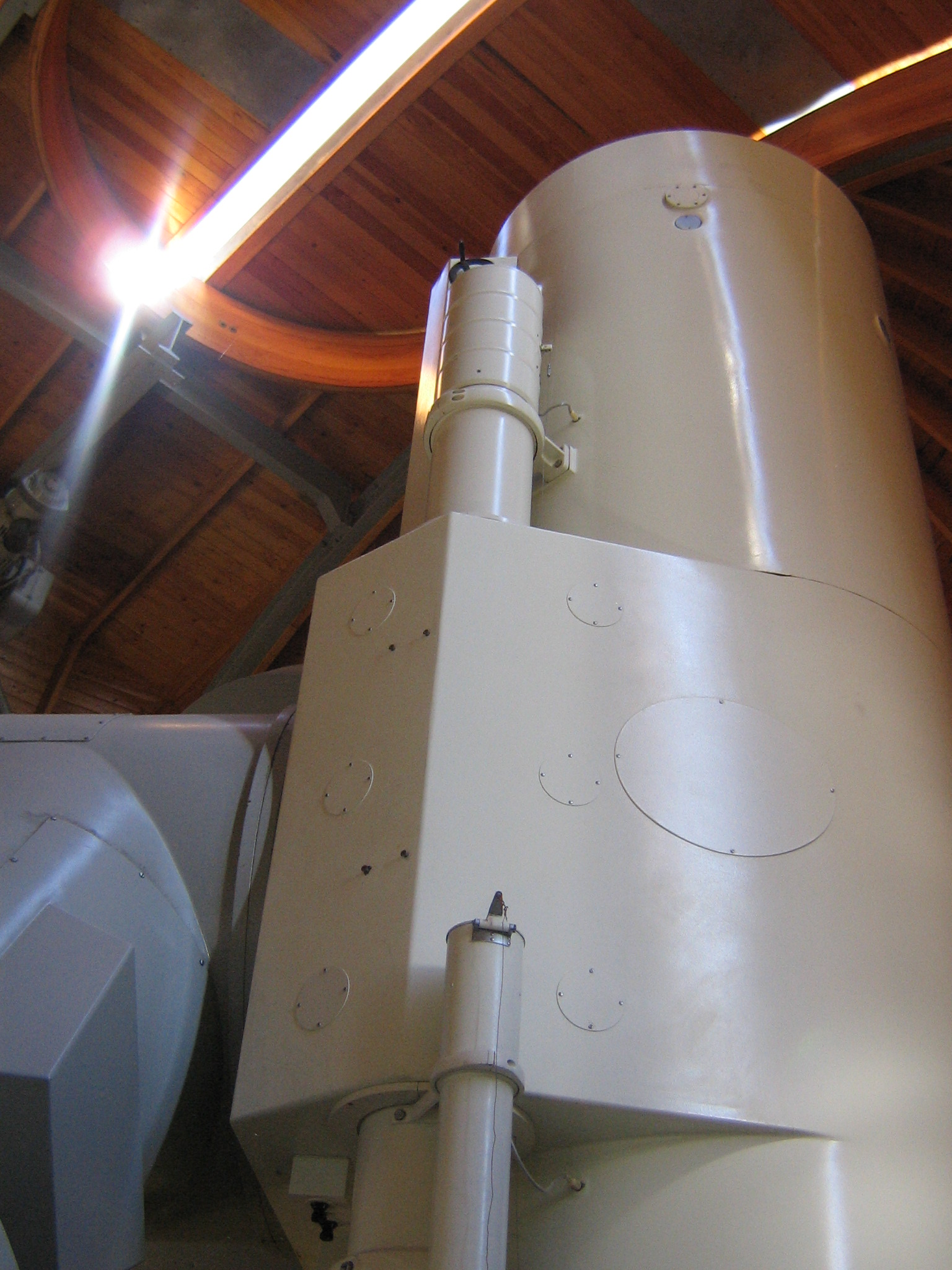
Телескоп Carl Zeiss